# Once in a Blue Moon (Frankie Miller)
Once in a Blue Moon is het eerste studioalbum van de Schotse zanger-gitarist Frankie Miller. Zijn stem doet denken aan zwarte soulzangers zoals Otis Redding, door wie hij is beïnvloed. Daarom wordt zijn muziek ook wel blue-eyed soul genoemd.

## Muzikanten
Op dit album wordt hij begeleid door de pubrockband Brinsley Schwarz. Pubrock is een vorm van pure rechttoe-rechtaanrock die ontstaan is in Groot-Brittannië in de jaren zeventig, als reactie op de progressieve rock en glamrock. Brinsley Schwarz wordt samen met onder meer Dr. Feelgood en Bees Make Honey beschouwd als belangrijke exponenten van deze muziek.
De band bestond uit:
- Bob Andrews – keyboards, piano, accordeon, achtergrondzang
- Brinsley Schwarz – lead- en akoestische gitaar
- Ian Gomm – lead- en akoestische gitaar
- Nick Lowe – bas, achtergrondzang
- Billy Rankin – drums
- Bridgit, Joy en Janice – achtergrondzang

Nick Lowe heeft later als solist succes gehad met onder meer I love the sound of breaking glass en Cruel to be kind. Ian Gomm werd in 1974 door het muziekblad New Musical Express gekozen tot de beste ritmegitarist.

## Muziek
Frankie Miller zingt vooral rock, rhythm-and-blues en soul. It's all over en In no resistance zijn rocknummers, I can't change it en After all my life zijn soulballads. Ann Eliza Jane en Candlelight Sonata in F-major zijn rhythm-and-bluesnummers. De meeste nummers zijn door Frankie Miller zelf geschreven. Zijn liedje I can't change it is in 1980 gecoverd door Ray Charles voor zijn album Brother Ray is at it again. De Nederlandse zangeres Ricky Koole heeft dit nummer ook gezongen voor haar album To the heartland uit 2010. After all (I live my live) heeft Miller samen geschreven met singer-songwriter Jim Doris en is ook uitgevoerd door Kenny Rogers en zijn band The First Edition op hun album Tell it all brother uit 1970. Dit liedje is ook opgenomen in de film The Rum Diary met onder anderen Johnny Depp. (Just like) Tom Thumbs blues is geschreven door Bob Dylan en staat op diens album Highway 61 revisited uit 1965. Het is onder meer ook gecoverd door Barry McGuire, Linda Ronstadt, The Black Crowes en Nina Simone. I'm ready is geschreven door de Amerikaanse bluesartiest Willie Dixon en onder anderen gecoverd door de Climax Blues Band, Aerosmith en Paul Rodgers samen met Brian May.

## Nummers

### Kant 1
1. You don't need to laugh (Frankie Miller) – 3:32
2. I can't change it (Frankie Miller) – 3:11
3. Candlelight sonata in F major (Frankie Miller) – 2:35
4. Ann Eliza Jane (Frankie Miller) – 3:05
5. It's all over now (Frankie Miller) – 2:39

### Kant 2
1. In no resistence (Frankie Miller) – 3:02
2. After all (I live my live) (Frankie Miller en Jim Doris) – 3:43
3. (Just like) Tom Thumbs blues (Bob Dylan) – 4:04
4. Mail box (Frankie Miller) - 3:15
5. I'm ready (Willie Dixon) – 3:10

## Album
Het album Once in a Blue Moon is geproduceerd door Dave Robinson, in samenwerking met geluidstechnici Ralph Downe en Kingsley Ward. Het werd in 1972 opgenomen in de Rockfield Studios in Wales. De eerste plaat die op dit album werd uitgebracht, was I hear you knocking van Dave Edmunds. Later volgden onder meer albums van Mike Oldfield en Dr. Feelgood. Dave Robinson zou later samen met Andrew Jakeman (ook wel Jake Reviera genoemd) het label Stiff Records oprichten. Bekende artiesten op dat label waren onder meer Elvis Costello, Nick Lowe, Madness en Wreckless Eric. Vanaf 1988 is dit album ook op compact disc verschenen. In 2003 is een heruitgave van dit album verschenen met vier bonustracks. Op de website van Discogs is de discografie van dit album te raadplegen. Zie bronnen en referenties.
AllMusic waardeerde dit album met vier sterren (van maximaal vijf). Recensent Jim Worbois schreef: This first album by Scotland's Frankie Miller features pub-rock favorites Brinsley Schwarz as his backup band. That alone is reason enough to own this record. Add that to a nice batch of songs (mostly originals) and you have an enjoyable album.